# مترم ست اندرو (تشيشير)
مترم ست اندرو (بالإنجليزية: Mottram St Andrew)‏ هي قرية و أبرشية مدنية تقع في المملكة المتحدة في إنجلترا. يقدر عدد سكانها بـ 629 نسمة .